# Nidal Malik Hasan
Pour les articles homonymes, voir Hassan.
Nidal Malik Hasan, né le 8 septembre 1970 dans le comté d'Arlington, est un psychiatre de l'armée des États-Unis et officier du corps médical qui a abattu 13 personnes et blessé plus de 30 autres dans la fusillade de Fort Hood le 5 novembre 2009.

## Origines
Hasan est né dans le comté d'Arlington, en Virginie, au Virginia Hospital Center de parents palestiniens qui ont immigré aux États-Unis d'al-Bireh en Cisjordanie. Élevé en tant que musulman avec ses deux jeunes frères, il a fréquenté le Wakefield High School à Arlington pour sa première année. Après que sa famille a déménagé à Roanoke en 1985, il a fréquenté l'école secondaire William Fleming de Roanoke, en Virginie. Il a obtenu son diplôme d'études secondaires en 1988. 

## Fusillade de Fort Hood
Jugé en cour martiale en août 2013, Hasan a reconnu les tirs et un jury de treize officiers l'a reconnu coupable de nombreux meurtres avec préméditation et de tentatives de meurtres. Le jury a également demandé officiellement qu'il soit démis de ses fonctions et soit condamné à la peine de mort. Hasan est incarcéré à Fort Leavenworth au Kansas en attente de son exécution, tandis que son cas est examiné par les tribunaux d'appel. La sentence est confirmée par la cour d'appel criminelle de l'armée en 2020 et par la cour d'appel pour les forces armées en 2023.
Son comportement intriguait ses collègues qui le décrivaient comme « isolé socialement », avec des opinions « anti-américaines ». La fusillade est arrivée peu avant son déploiement en Afghanistan dans le cadre de la guerre d'Afghanistan. Musulman pratiquant, il est d'origine palestinienne par sa mère.
Le Sénat décrit la fusillade de Fort Hood comme « la pire attaque terroriste sur le sol américain depuis le 11 septembre 2001 ».
Les enquêteurs du FBI et l'armée américaine ont déterminé que Hasan avait agi seul et ils n'ont trouvé aucune preuve de liens avec des groupes terroristes.